# Bitva u Custozy (1848)
Bitva u Custozy (24. a 25. července 1848) byla bitva mezi armádou Rakouského císařství vedenou maršálem Radeckým a Sardinským královstvím vedeným Karlem Albertem v rámci italské revoluce za osvobození a sjednocení. Bitva skončila vítězstvím rakouské armády a ústupem piemontské armády zpátky na území Sardinského království.

## Pozadí
V březnu roku 1848 zahájilo město Milán povstání proti rakouské okupaci (známou jako Pět dní v Miláně). Sicilský král Karel Albert povstání podpořil a vyhlásil válku Rakousku. Zanedlouho se povstání odehrálo také v Benátkách. Rakouský polní maršál Radecký, který proti povstáním v této oblasti zasahoval, stáhl své síly z Milána do obranných pozic na čtyřech pevnostech známých jako Kvadrilaterál: Verona, Mantova, Peschiera a Legnago. Jediná pevnost, která padla, byla Peschiera, všechny ostatní odolaly také díky posilám přivolaným z Rakouska.

## Bitva
Kolem 25. července byla piemontská armáda rozptýlena po celé lokalitě bitvy, od plošiny Rivoli na severu až po obec Governolo na jihu. 23. července zaútočil maršál Radecký na piemontský II. sbor (pod velením generála Ettora Gerbaixe De Sonnaze) a donutil ho ustoupit nejprve před pevností v Peschieře, a poté, po dalším úspěšném útoku 24. července, až za řeku Mincio, čímž rozdělil piemontskou armádu na dvě části.
Vrcholné velení piemontské armády reagovalo na zprávy ze severu pomalu a s opatrností. Nakonec bylo rozhodnuto zaútočit na rakouskou armádu zezadu směrem k vesnici Staffalo, přičemž hlavní síly I. sboru (vedeného generálem Eusebiem Bavou) zaútočily odpoledne 24. července. Útok byl úspěšný a jediná rakouská brigáda, která tuto oblast kryla, byla nucena ustoupit. Tento úspěch však vedl sardinské velitele k neopatrnosti, což podnítilo Radeckého, aby zastavil svůj postup za řekou Mincio a vydal se proti těmto nepřátelským silám.
25. července bylo piemontským nařízeno pokračovat v útoku na nepřítele v této oblasti, zatímco II. sbor měl podporovat útok z oblasti řeky Mincio (generál De Sonnaz však odmítl rozkaz splnit s odůvodněním, že jeho jednotky jsou příliš vyčerpané). To, co mělo být ofenzivou, se brzy změnilo v zoufalou bitvu o udržení čím dál tím více postupujícího nepřítele. Celý den byly početně slabší piemontské síly vystaveny útokům dvou rakouských sborů a do konce dne byla celá linie donucena k ústupu.

## Důsledky
Ačkoli se nejednalo o úplné vítězství rakouské armády (ve skutečnosti utrpěli Rakušané vyšší ztráty než armáda Sardinsko-Piemontského království a všechny hlavní piemontské jednotky si udržely svou soudržnost i vybavení), znamenala bitva významný obrat. Dne 26. července se piemontské jednotky pokusily zabránit Rakušanům překročit řeku Mincio v rámci bitvy u Volty Mantovany. Jejich neúspěch a drtivé rakouské vítězství vedlo k tomu, že Piemontští byli nuceni nejprve ustoupit na západ k nové obranné linii za řekou Oglio, a poté dále do Milána. Po menší bitvě na okraji Milána bylo podepsáno vzájemné příměří (původně na šest týdnů, později prodloužené), a piemontská armáda ustoupila zpět na území Sardinského království.
Pokus obnovit válečné výboje ze strany Sardinie v následujícím roce vyústil v další vítězství Radeckého a faktický konec první italské války za nezávislost. Rakouský maršál navrátil všechna vzbouřená území na italském území pod rakouskou nadvládu.

## V kultuře
Právě na počest rakouského vítězství složil Johann Strauss starší svůj opus 228, tedy Radeckého pochod.